# 痞子殿下
《痞子殿下》（英語：Your Highness），是香港電視廣播有限公司拍攝製作的武俠世界古裝喜劇，由周嘉洛、陳瀅、JW王灝兒及朱敏瀚領銜主演，並由張頴康、吳岱融、曹永廉、小寶、麥美恩及韋家雄聯合演出，編審關頌玲、張世昌，監製陳耀全。此劇由「G-NiiB M3 護腸配方」冠名贊助。
此劇是《TVB攜手創無限節目博覽2022》十四部劇集之一及《周年慶典節目巡禮2022》十二部劇集之一。自2022年8月1日起於無綫電視翡翠台播出，台灣由KKTV、MyVideo、LiTV 線上影視跟播。
2022年9月，此劇監製陳耀全與編審張世昌宣布將於明年3月開拍續集《痞子無間道》。
周嘉洛憑此劇於《萬千星輝頒獎典禮2022》以27歲之齡奪得「最受歡迎電視男角色」，成為獎項的最年輕得主，同時與陳瀅、JW王灝兒、朱敏瀚、張頴康奪得「最受歡迎電視拍檔」。

## 故事大綱
皇子落難，歷盡艱險，力轉乾坤。百勝國失寵四皇子紀威(周嘉洛飾)，遵父命赴歌蓮神國迎娶公主納克溫柔(陳瀅飾)，途中遇襲，雙雙墮湖失憶，流落三不管地帶首振鎮。鎮內龍蛇混雜，各幫派覬覦鎮首之位。紀威、溫柔得奕風鏢局大當家裘勇(吳岱融飾)、二當家霍青山(曹永廉飾)好心收留，和鏢師裘千刀(朱敏瀚飾)、霍小妹(王灝兒飾)結為好友。憑藉機智與善心，紀威屢助鏢局化解內外難關。遭謀朝篡位，皇帝紀炯(杜燕歌飾)流落首振鎮，大軍壓境，鎮民負隅頑抗，紀威和溫柔可否化險為夷？

## 演員

### 首振鎮
諧音：手震震

#### 奕風鏢局
影射：順豐速運
| 演員           | 角色 | 暱稱／關係 |
| 吳岱融         | 裘 勇 | 太監／鏢局大當家／首振鎮鎮首→前首振鎮鎮首 本名阮敬天 患有消渴症 范壯龍之契爺 裘千刀之養父兼殺父仇人 霍青山之好友 無雙之追求對象 與榮鬼、劉桂常面和心不和 於15年前協助霍青山逃避國師追捕並到達首振鎮，在與榮鬼比武勝出後成為首振鎮鎮首 於第16集得悉紀威為四皇子，並於同集發現霍青山欲刺殺國師為如妃報仇 於第21集助霍青山與紀炯相認 於第24集被無雙報錯仇而刀傷，一度命危，但後康復 於第25集與無雙相戀 口頭禪：「我一江春水你個向東流」 影射:阮经天 |
| 曹永廉         | 霍青山 | 鏢局二當家兼醫師 本名江逝水 霍小妹之父 裘勇之好友，15年前與裘勇到達首振鎮 早年因家無怛產，缸無儲粟而賣女，幸遇上如妃，獲邀皇宮成為大夫 被國師針對，因而懼怕其，故與裘勇改姓換名 前百勝國御醫，曾治療童年的紀威 追求無雙 於第15集想用飛箭殺害國師，但不成功，並於同集與范莊龍被國師說被騙了 于第16集被裘勇和紀威洞悉欲用飛箭刺殺國師，並於同集得知紀威為四皇子 於第21集與紀炯相認 |
| 張頴康         | 范壯龍 | 大契、龍少 鏢局繼承人，但資質有限 裘勇之契子 裘千刀、霍小妹之契兄，後與裘千刀反目，最後與裘千刀和好 榮婉娟之青梅竹馬 為人頭腦簡單 因納克溫柔的樣貌與年輕時的榮婉娟相似而將其誤認為榮婉娟 於第4集被綁架並被切斷中指，後獲救 於第23集阻止千尋殺死榮婉娟并與其反目 於第24集被紀揚禁錮 於第25集被榮婉娟救回，並與榮婉娟相戀 |
| 周筠浩（童年） | 裘千刀 | 二契、千千 鏢局鏢師／武癡／首振鎮副鎮首（第18集起） 性格衝動，懂得武功 裘魯興之子 裘勇之養子 范壯龍之契弟，後反目，最後和好 霍小妹之契兄，並暗戀其，與其有感情線 於第12集被朱標設計的紅色寶箱爆炸了屎蜢，並被全鎮嫌棄 於第13集被霍小妹流放到竹高山，其後因練功至走火入魔而患上離魂分裂症，並分裂出次人格「千尋」 於第14集回到奕風鏢局 於第21集得悉裘勇為殺害其父之兇手 於第22集其主人格被次人格「千尋」取代 於第25集被「千尋」影響情緒而企圖自殺，後康復，並與霍小妹相戀及成親 |
| 朱敏瀚         | 裘千刀 | 二契、千千 鏢局鏢師／武癡／首振鎮副鎮首（第18集起） 性格衝動，懂得武功 裘魯興之子 裘勇之養子 范壯龍之契弟，後反目，最後和好 霍小妹之契兄，並暗戀其，與其有感情線 於第12集被朱標設計的紅色寶箱爆炸了屎蜢，並被全鎮嫌棄 於第13集被霍小妹流放到竹高山，其後因練功至走火入魔而患上離魂分裂症，並分裂出次人格「千尋」 於第14集回到奕風鏢局 於第21集得悉裘勇為殺害其父之兇手 於第22集其主人格被次人格「千尋」取代 於第25集被「千尋」影響情緒而企圖自殺，後康復，並與霍小妹相戀及成親 |
| 千 尋          | 本劇大反派 千尋哥 裘千刀之次人格（第18集起） 於第13集因裘千刀被霍小妹流放到竹高山，其後因其練功至走火入魔而患上離魂分裂症，並分裂出次人格「千尋」 於第18集被紀威推薦成為副鎮首 於第21集得悉裘勇為殺害其父之兇手 於第22集取代裘千刀 於第23集欲殺死榮婉娟，後被范壯龍阻止并與其反目，後與紀揚勾結，圖當百勝國宰相之位，并綁架粥 於第25集影響裘千刀情緒而令其企圖自殺，後康復，並變回裘千刀 | |
| 黃語芊（童年） | 霍小妹 | 細契 鏢局鏢師兼醫師 心地善良 曾名江小茉，童年居於百勝國，與紀威為青梅竹馬 霍青山之女 范壯龍之契妹 裘千刀之契妹兼暗戀對象，與其有感情線 治療紀威及納克溫柔的失憶症 於第13集派裘千刀到竹高山隔離 於第16集向裘千刀告知其出現幻覺、控制不了右手、練功練到走火入魔 第19集和紀威相認 於第21集被朱標挟持，後被裘千刀（但內心是千尋）救回 於第25集與裘千刀相戀及成親 |
| 王灝兒         | 霍小妹 | 細契 鏢局鏢師兼醫師 心地善良 曾名江小茉，童年居於百勝國，與紀威為青梅竹馬 霍青山之女 范壯龍之契妹 裘千刀之契妹兼暗戀對象，與其有感情線 治療紀威及納克溫柔的失憶症 於第13集派裘千刀到竹高山隔離 於第16集向裘千刀告知其出現幻覺、控制不了右手、練功練到走火入魔 第19集和紀威相認 於第21集被朱標挟持，後被裘千刀（但內心是千尋）救回 於第25集與裘千刀相戀及成親 |
| 劉宸熙（童年） | 紀 威 | 阿四、死佬（納克溫柔專稱）、四姑娘 百勝國四王子／鏢局鏢師→鏢局高級鏢師／首振鎮鎮首（第18-24,25集） 在失憶後自稱為李四 患有喘鳴 頭腦聰明，嗅覺靈敏 與納克溫柔有婚約，與其有感情線 霍小妹之青梅竹馬 於第1集與納克溫柔墮河，後被鏢局救起，但發現自己失憶 於第2集記起自己曾被納克溫柔追殺，後與其被鏢局收留，於同集被范壯龍意外用刀插入心臟，後恢復記憶，並記起自己被父皇命令迎娶納克溫柔 於第3集幾乎被初一刺殺，後得知幕後指使人為紀耀 於第12集與納克溫柔發現如煙死亡 於第14集差點被納克溫柔殺害 第17集和蠻儀行了周公之禮 第18集成為新任鎮首 第19集和霍小妹相認於 第21集與紀炯相認，與其關係和好 於第22集得悉納克汗顏及太后身份 於第23集向首振鎮鎮民公開自己為百勝國四皇子及紀炯為百勝國皇帝身份，並於第24集讓出鎮首之位給榮嘯及與蠻儀和好 於第25集得悉司馬定國在自己少時設局害死母親及令自己變成病秧子並刺死司馬定國，重掌鎮首之位 參見百勝國 名字諧音：幾威（書面語：挺威風） |
| 周嘉洛         | 紀 威 | 阿四、死佬（納克溫柔專稱）、四姑娘 百勝國四王子／鏢局鏢師→鏢局高級鏢師／首振鎮鎮首（第18-24,25集） 在失憶後自稱為李四 患有喘鳴 頭腦聰明，嗅覺靈敏 與納克溫柔有婚約，與其有感情線 霍小妹之青梅竹馬 於第1集與納克溫柔墮河，後被鏢局救起，但發現自己失憶 於第2集記起自己曾被納克溫柔追殺，後與其被鏢局收留，於同集被范壯龍意外用刀插入心臟，後恢復記憶，並記起自己被父皇命令迎娶納克溫柔 於第3集幾乎被初一刺殺，後得知幕後指使人為紀耀 於第12集與納克溫柔發現如煙死亡 於第14集差點被納克溫柔殺害 第17集和蠻儀行了周公之禮 第18集成為新任鎮首 第19集和霍小妹相認於 第21集與紀炯相認，與其關係和好 於第22集得悉納克汗顏及太后身份 於第23集向首振鎮鎮民公開自己為百勝國四皇子及紀炯為百勝國皇帝身份，並於第24集讓出鎮首之位給榮嘯及與蠻儀和好 於第25集得悉司馬定國在自己少時設局害死母親及令自己變成病秧子並刺死司馬定國，重掌鎮首之位 參見百勝國 名字諧音：幾威（書面語：挺威風） |
| 陳 瀅          | 納克溫柔 | 蠻儀、衰婆（紀威尊稱） 歌蓮神國公主／鏢局砧板→霍小妹助手 在失憶後被紀威取名蠻儀 懂得武功 自稱本姑娘 與紀威有婚約，與其有感情線 每次不夠別人說就動手 表面很討厭紀威，但其實很愛他，只是不讓紀威知道 於第1集因不欲嫁給紀威而追殺其，期間與其墮河，後被鏢局救起，但發現自己失憶 於第2集與紀威被鏢局收留 於第10集為了加快自己恢復記憶而偷了霍小妹的針灸針並私自針灸，最終因為插錯穴位而在參與夢一場妓院開張期間短暫失明 於第11集開始聽到以前的事情 於第12集與裘千刀碰頭，恢復視力，於同集逐漸記回以前的事情，並與紀威發現如煙死亡 於第13集因為紀威去鬼面山採朝露，而被荊棘刺得遍體鱗傷（尤其是臉部），後經紀威的照顧和用毛筆抓癢才好回 於第14集記回所有以前的事情，還認回太后、納克汗顏，並依太后的指示去殺紀威，但最後因與紀威日久生情，所以並沒有依后的指示去殺紀威 於第15集發現百勝國的國師，所以依太后的指示去殺國師，但最後不成功 於第16集與榮婉娟戰鬥，並被榮婉娟用刀刺傷手 於第17集和紀威行了周公之禮 於第24集和紀威和好 於第25集誕下孩子 參見歌蓮神國 名字諧音：立刻溫柔／蠻夷 |
| 馬海倫         | 尹尚恭 | 邪掌小魔女 鏢局總廚 諧音：搵相公 名字影射尹令路（註：該角色的職位為御膳房尚宮） |
| 楊證樺         | 風 | 鏢局鏢師 口頭禪：你聽我講 |
| 董敬文         | 生 | 鏢局鏢師 |
| 李啟傑         | 水 | 鏢局鏢師 |
| 衛志豪         | 喜 | 鏢局鏢師 |
| 黃榮燊         | 獅 | 鏢局鏢師 |
| 程浩駿         | 虎 | 鏢局鏢師 |
| 陳戩浩         | 豹 | 鏢局鏢師 |
| 蕭文諾         | 狼 | 鏢局鏢師 |
| 吳天兒         | 狗 | 鏢局鏢師 |
| 陳潁熙         | 貓 | 鏢局鏢師 |
| 祝文君         | 利莫愁 | 神之手玉女 鏢局大廚 |
| 曾慧雲         | 花千面 | 無形無相神尼 鏢局二廚 |
| 潘冠霖         | 宋飄飄 | 冰火七重天王 鏢局廚娘 |
| 朱斐斐         | 楊淼淼 | 大江絕命手 鏢局廚娘 |
| 張詩欣         | 郭炎炎 | 霹靂雷神 鏢局廚娘 |
| 曾琬莎         | 柳晶晶 | 十二追魂鬼爪 鏢局廚娘 |

#### 大薩三坊
諧音：大殺三方
| 演員                        | 角色   | 暱稱／關係 |
| 煒 烈                       | 榮 鬼  | 本劇前期反派 大薩三坊老闆 四大長老之一 榮嘯、榮婉娟之叔 朱標之外叔公 因15年前被裘勇搶奪首振鎮話事權而對其懷恨在心，與其面和心不和 於第4集綁架范壯龍，於同集與紀威打鬥時因真心痛猝死 |
| 韋家雄                      | 榮 嘯  | 本劇大反派，後轉忠 大薩三坊接班人、首振鎮鎮首（第24集） 榮鬼之侄，在其死後接手家族生意 榮婉娟之兄 辛圓圓之夫 朱標之舅父，後反目 欺騙及利用無雙報復裘勇 於第6集把朱標赶出家門 於第23集迫紀威推舉他當首振鎮鎮首 於第25集因保護妻子而被千尋斬斷兩根手指，後把鎮首之位讓給紀威 |
| 李君妍                      | 辛圓圓 | 榮嘯之妻 榮婉娟之大嫂 朱標之舅母 |
| 陳 瀅（青年） （配音：小寶) | 榮婉娟 | 娟娟 本劇反派，後轉忠 榮鬼之姪 榮嘯之妹 辛圓圓之小姑 范壯龍之青梅竹馬，後表面上喜歡他，實利用其，最後與其相戀 司馬定國之手下 朱標之阿姨 懂武功 曾放洋留學，於第6集登場 於第8集得知成親王的細作身份後用毒針殺死其 於第11集揭發如烟的細作身份後用毒針殺死其 於第16集因保護國師，而和納克溫柔戰鬥，但被納克溫柔用刀刺傷手 於第20集殺死唐安邦 於第23被揭發細作身份，并险被裘千刀殺死 於第25集救回范壯龍，並與其相戀 |
| 小 寶                       | 榮婉娟 | 娟娟 本劇反派，後轉忠 榮鬼之姪 榮嘯之妹 辛圓圓之小姑 范壯龍之青梅竹馬，後表面上喜歡他，實利用其，最後與其相戀 司馬定國之手下 朱標之阿姨 懂武功 曾放洋留學，於第6集登場 於第8集得知成親王的細作身份後用毒針殺死其 於第11集揭發如烟的細作身份後用毒針殺死其 於第16集因保護國師，而和納克溫柔戰鬥，但被納克溫柔用刀刺傷手 於第20集殺死唐安邦 於第23被揭發細作身份，并险被裘千刀殺死 於第25集救回范壯龍，並與其相戀 |
| 唐嘉麟                      | 朱 標  | 本劇反派 本爲賭坊睇場，後成爲山贼 榮鬼之外侄孫 山寨王之手下 榮嘯、榮婉娟、辛圓圓之外甥，後與榮嘯反目 於第4集協助榮鬼綁架范壯龍，並切斷范壯龍一根手指 於第6集被榮嘯赶出家門 於第21集被紀威拆穿身份後挟持霍小妹，後堕崖身亡 |
| 譚坤倫                      | 常 勝  | 賭坊睇場 |
| 陳俊堅                      | 東 西  | 賭坊睇場 |
| 莫家淦                      | 南 北  | 賭坊睇場 |

#### 碧壁青樓
谐音：big big channel
| 演員   | 角色   | 暱稱／關係                                                                            |
| 戴耀明 | 劉桂常 | 龜公劉、劉爺 本劇反派，後轉忠 青樓老闆 四大長老之一 與瘋四娘有感情線 與裘勇面和心不和 |
| 蔡國威 | 伍 作  | 棺材佬 劉桂常之同夥 諧音：仵作                                                        |
| 姚瑩瑩 | 瘋四娘 | 五大名妓                                                                              |
| 黃梓瑋 | 金 蘭  | 五大名妓                                                                              |
| 吳香倫 | 鳳 仙  | 五大名妓                                                                              |
| 許思敏 | 香 君  | 五大名妓                                                                              |
| 張靄琳 | 紅 玉  | 五大名妓                                                                              |

#### 四圍酒棧
谐音：四圍走盞（粵語，書面意思：四周圍走）
| 演員   | 角色  | 暱稱／關係                       |
| 鬼 塚  | 三 剎 | 四圍酒棧老闆 四大長老之一        |
| 陳建文 |       | 掌櫃                             |
| 朱樂洺 |       | 店小二                           |
| 蔡菀庭 |       | 啤酒妹（第2－4、8－9、22－23集） |
| 利耀堂 |       | 手下（第4集）                    |
| 卓 躒  |       | 手下（第4集）                    |

#### 堅定樓
谐音：堅定流（粵語，書面意思：是真還是假）
| 演員   | 角色  | 暱稱／關係                                         |
| 張本立 | 北 邪 | 堅定樓老闆 四大長老之一 表面經營酒樓，暗地販賣軍器 |
| 陳狄克 | 堂 哥 | 酒樓掌櫃                                           |
| 梁百川 | 小 二 | 酒樓店小二                                         |
| 鄧重謙 |       | 手下（第4集）                                      |
| 龍玉聲 |       | 手下（第4集）                                      |

### 百勝國
諧音: 百勝角
| 演員           | 角色     | 暱稱／關係 |
| 杜燕歌         | 紀 炯    | 炯伯 百勝國皇帝 紀耀、紀武、紀揚、紀威之父 因看中歌蓮神國的礦產而命令紀威入贅歌蓮神國及迎娶納克溫柔 於第21集揭示其被司馬定國與紀揚聯手暗算，在逃出皇宮後一直被山賊監禁，其後遇上了納克溫柔並與紀威、霍青山、裘勇相認 於第25集前期曾短暫單方面宣佈把百勝國皇帝之位讓予紀威，實為誘敵之計，並在生摛了紀揚後重掌帝位 |
| 劉桂芳         | 寶 妃    | 紀炯之妃嬪 |
| 區靄玲         | 丹 妃    | 紀炯之妃嬪 |
| 李漫芬         | 搣 妃    | 紀炯之妃嬪 |
| 張名雅         | 如 妃    | 紀炯之妃嬪 紀威之亡母 江逝水（霍青山）之恩人 在兒子十歲時被司馬定國殺害，僅在紀威及霍青山的回憶出現 |
| 謝可逸         | 紀 耀    | 本劇反派 大皇子 紀炯之長子 紀武、紀揚、紀威之兄 指使初一刺殺紀威 企圖奪紀炯帝位，但事敗被紀揚奪去帝位 於第14集滅掉歌蓮神國 |
| 陳諾忠         | 紀 武    | 本劇反派 二皇子 紀炯之次子 紀耀之弟 紀揚、紀威之兄 企圖奪紀炯帝位，但事敗被紀揚奪去帝位 |
| 黃嘉樂         | 紀 揚    | 本劇終極大反派 三皇子 紀炯之三子 紀耀、紀武之弟 紀威之兄 與司馬定國勾結奪去紀炯帝位，但最終事敗 於第25集被生擒 |
| 劉宸熙（童年） | 紀 威    | 四皇子 紀炯、如妃之子 紀耀、紀武、紀揚之弟 因母妃去世及身體孱弱而失寵，長大後被父皇命令迎娶納克溫柔 參見奕風鏢局 |
| 周嘉洛         | 紀 威    | 四皇子 紀炯、如妃之子 紀耀、紀武、紀揚之弟 因母妃去世及身體孱弱而失寵，長大後被父皇命令迎娶納克溫柔 參見奕風鏢局 |
| 關曜儁         | 初 一    | 紀威之侍衛 於第3集企圖刺殺紀威，但失敗，並將自己受紀耀指使告知紀威 |
| 黃建東         | 司馬定國 | 本劇終極大反派 角色影射裘千仞 百勝國國師 曾害死如妃娘娘 與企圖簒位的三皇子勾結奪紀烔帝位，但最終事敗 於第25集被紀威殺死 |
| 黃建東         | 唐安邦   | 本劇反派 角色影射裘千丈 市井無賴 受榮嘯委託假扮司馬定國，後於第18集被揭穿 於第19集被范壯龍囚禁並被其暴打 於第20集被榮婉娟所殺 |
| 馮顯藝         |          | 太監（第1－2、4－5、8、17、21集） |
| 黎文傑         |          | 太監（第1－2、4－5、8、17、21集） |
| 何沛珈         | 鈴 兒    | 如妃之貼身宮女 伏屍井底（第1－2、4、8、16－17集） |
| 丁樂鍶         |          | 宮女（第1－2、8、16－17、21集） |
| 陳若思         |          | 宮女 |

### 歌蓮神國
諧音: 歌連臣角

于第14集被百勝國滅國。

于第25集復國。
| 演員   | 角色     | 暱稱／關係                                                                                       |
| 馮素波 | 太       | 納克汗顏之母 納克溫柔之祖母 歌蓮神國被滅國之後於五臟廟隱居 委託納克溫柔殺紀威為國報仇            |
| 安德尊 | 納克汗顏 | 國王 納克溫柔之父 歌蓮神國被滅國之後於五臟廟隱居並出家成為和尚 名字諧音：立刻汗顏                |
| 陳 瀅  | 納克溫柔 | 公主／大將軍 納克汗顏之女 於第18集成為新任歌蓮王，是為「千蓮女王」 名字影射千年女王 參見奕風鏢局 |

### 夢一場
影射：澳門上葡京綜合渡假村
| 演員   | 角色  | 暱稱／關係 |
| 麥美恩 | 無 雙 | 本劇反派，後轉忠 夢一場客棧老闆娘 追求裘勇 被霍青山追求 被榮嘯欺騙及利用，誤以為裘勇為殺害自己丈夫及妹妹的兇手，為報仇而刻意接近裘勇 於第24集企圖殺死裘勇，後才知道自己報錯仇 於第25集與裘勇相戀 |
| 梁雯蔚 | 紅 硃 | 絕代八嬌 於第10集登場 於第25集成為紀炯的妃嬪 |
| 陳詩欣 | 綠 綾 | 絕代八嬌 於第10集登場 於第25集成為紀炯的妃嬪 |
| 黃婧靈 | 藍 紗 | 絕代八嬌 於第10集登場 於第25集成為紀炯的妃嬪 |
| 杜穎珊 | 紫 蘿 | 絕代八嬌 於第10集登場 於第25集成為紀炯的妃嬪 |
| 呂靜文 | 青 絲 | 絕代八嬌 於第10集登場 於第25集成為紀炯的妃嬪 |
| 李芷晴 | 粉 黛 | 絕代八嬌 於第10集登場 於第25集成為紀炯的妃嬪 |
| 林可悅 | 碧 澄 | 絕代八嬌 於第10集登場 於第25集成為紀炯的妃嬪 |
| 陳欣茵 | 白 凝 | 絕代八嬌 於第10集登場 於第25集成為紀炯的妃嬪 |
| 利穎怡 | 如 煙 | 本劇反派 青樓女子 司馬定國之手下 於第11集被榮婉娟得知細作身份後被其用毒針殺死，後被范壯龍先發現死亡，但裘千刀和紀威不相信，後于第12集再被紀威和納克溫柔發現死亡                                  |

### 其他演員
| 演員   | 角色                               | 暱稱／關係 |
| 寶珮如 | 粥                                 | 粥粉麵飯檔檔主 果佬之妻 於第23集被千尋綁架，後被司馬定國殺死                                                           |
| 梁珈詠 | 粉                                 | 粥粉麵飯檔檔主 |
| 吳嘉儀 | 麵                                 | 粥粉麵飯檔檔主 |
| 吳綺珊 | 飯                                 | 粥粉麵飯檔檔主 |
| 蘇麗明 | 菜 婆                              | 菜檔檔主 |
| 易智遠 | 朱玉明                             | 肥仔明 豬肉佬 |
| 江富強 | 果 佬                              | 水果檔檔主 粥之夫，粉麵飯之姐夫                                                                                        |
| 葉凱茵 | 花 姐                              | 花檔檔主 |
| 吳沚默 | 神 婆                              | 香燭檔檔主 |
| 冼灝英 | 盲公陳                             | 算命先生／國師細作。表面上是看不到東西的，實際是可以看東西的                                                           |
| 何泳芍 | 哨牙珍                             | 非常八卦棍 導遊 角色影射：李巧珍（導遊珍）                                                                             |
| 張韡騰 | 燒餅哥                             | 燒餅檔主 |
| 趙樂賢 | 黑 手                              | 栗子小販 |
| 霍健邦 | 奀 皮                              | 鱼蛋、臭豆腐、炸豬皮檔主                                                                                               |
| 羅毓儀 | 糖 妹                              | 冰糖葫芦檔主 |
| 秦啟維 | 糕 佬                              | 白糖糕檔檔主 |
| 蕭百成 | 麵 佬                              | 麵檔檔主 |
| 黃浩霆 | 烈 風                              | 風車檔主 |
| 魏惠文 | 老 鼠                              | 上下其手 老鼠貨檔主 |
| 何偉業 | 鐵頭功                             | 帽子檔主 |
| 周亦鵬 | 剪 佬                              | |
| 陳嘉亮 | 金剛腿                             | |
| 陳銳峰 | 大隻東                             | |
| 陳勉良 | 墨 公                              | 畫檔檔主 |
| 孟希璘 | 小 淘                              | 畫家 |
| 黃煒溏 | 炮仗佬                             | 炮仗小販 |
| 招浩明 | 路歧人                             | |
| 莫偉文 | 齋 叔                              | 集英齋老闆 |
| 阮浩棕 | 柒 仔                              | 便利店老闆 於第8集發現成親王的尸体                                                                                     |
| 尹詩沛 | 豆皮姐                             | 豆腐店店主、房屋中介                                                                                                   |
| 趙璧渝 | 娜 娜                              | 美容店老闆娘 |
| 吳珮如 | 奈 奈                              | 美容店老闆娘 |
| 黃穎君 | 美 美                              | 美容店老闆娘 |
| 曾健明 | 馬 夫                              | 茶檔老闆 |
| 陳念君 | 馬 妻                              | 茶檔老闆娘 |
| 劉天龍 | 摘筍人                             | |
| 劉嘉琪 | 摘筍嫂                             | |
| 曾海昌 | 斬柴佬                             | 樵夫 |
| 章志文 |                                    | 若然未報記者 於第6集登場                                                                                               |
| 林慧君 |                                    | 若然未報記者 於第6集登場                                                                                               |
| 何晉樂 |                                    | 副將（第1、11－12、14、20－23、25集）                                                                                  |
| 周嘉全 |                                    | 侍衛（第1、12、14、20－23、25集）                                                                                      |
| 鄒兆霆 |                                    | 侍衛（第1、12、14、20－23、25集）                                                                                      |
| 簡家麒 |                                    | 侍衛（第1、12、14、20－23、25集）                                                                                      |
| 李顯曜 |                                    | 侍衛（第1、12、14、20－23、25集）                                                                                      |
| 譚淑瑩 | 六 絕                              | 古洞派師太（第1集） |
| 黃瀅仴 |                                    | 尼姑（第1集） |
| 曾文心 |                                    | 尼姑（第1集） |
| 冼子筠 |                                    | 若然未報記者（第1集）                                                                                                  |
| 黃一鳴 |                                    | 百姓（第1集） |
| 林家樂 |                                    | 百姓（第1集） |
| 葉衍佑 |                                    | 百姓（第1集） |
| 鍾天濠 |                                    | 百姓（第1集） |
| 吳兆麟 |                                    | 百姓（第1集） |
| 黎瑞業 |                                    | 百姓（第1集） |
| 宋懿芳 |                                    | 百姓（第1集） |
| 區俊賢 |                                    | 百姓（第1集） |
| 葉進康 |                                    | 百姓（第1集） |
| 李善恆 |                                    | 侍衛（第2、15、17、21集）                                                                                              |
| 鄔嘉駿 |                                    | 侍衛（第2、15、17、21集）                                                                                              |
| 鄔嘉駿 | 猩 猩                              | （第14集） |
| 鄔嘉駿 | 士兵（第25集）                     | |
| 陳若思 |                                    | 宮女（第2、4、15、21集）                                                                                               |
| 陳永昌 | 陳 環                              | 江湖殺手（第4集） |
| 李紹堅 |                                    | 流氓（第4集） |
| 李紹堅 | 殺手（第22集）                     | |
| 陳嘉俊 |                                    | 流氓（第4集） |
| 陳嘉俊 | 客人（第11集）                     | |
| 陳嘉俊 | 山賊（第20－21集）                 | |
| 文竣瑋 |                                    | 流氓（第4集） |
| 文竣瑋 | 天竺侍衛（第10－13、15、17、21集） | |
| 古天祥 | 湯學望                             | 傳教士（第5集） |
| 區軒瑋 | 裘魯興                             | 客栈老闆 裘千刀之父 多年前被裘勇誤殺（第7、19、21集)                                                                   |
| 潘梓鋒 |                                    | 若然未報記者（第8－9、13、18、23、25集）                                                                               |
| 黃潤成 |                                    | 下人（第8集） |
| 嘉 駿  | 招 財                              | （第10、14－18集） |
| 王致狄 | 進 寶                              | （第10、14－18集） |
| 葉家泓 |                                    | 天竺侍衛（第10－13、15、17、21集）                                                                                     |
| 杜大偉 |                                    | 客人（第11集） |
| 朱樂洺 |                                    | 客人（第11集） |
| 鄧永健 |                                    | 客人（第11集） |
| 崔錦棠 |                                    | 客人（第11集） |
| 崔錦棠 | 若然未報編輯（第13、15、25集）     | |
| 李海生 | 德聚方丈                           | （第12、14、18集） |
| 焦浩軒 |                                    | 報販（第14集） |
| 陳靖雲 | 飛 影                              | （第15、18集） |
| 廖家爵 |                                    | 山賊 於第19集被裘千刀殺死（第18－19集）                                                                                |
| 林浩文 |                                    | 山賊 於第19集被裘千刀殺死（第18－19集）                                                                                |
| 鄭詠謙 | 殺                                 | 榮啸所派遣殺手之一 殺手地位高于陳環 於第20集和尹尚恭等人打斗时被榮婉娟用箭射死（第19－20集）                           |
| 姚宏遠 | 神                                 | 榮啸所派遣殺手之一 殺手地位高于陳環 於第20集和尹尚恭等人打斗时被榮婉娟用箭射死（第19－20集）                           |
| 吳展驊 | 莊                                 | 榮啸所派遣殺手之一 殺手地位高于陳環 於第20集和尹尚恭等人打斗时被榮婉娟用箭射死（第19－20集）                           |
| 王嘉煒 | 域                                 | 榮啸所派遣殺手之一 殺手地位高于陳環 於第19集被尹尚恭等人抓住并被他們暴打一顿，後於第20集被榮婉娟用箭射死（第19－20集） |
| 蔡康年 | 山寨王                             | 山贼頭目 朱標之老大 於第21集自殺（第20－21集）                                                                         |
| 張盈悅 |                                    | 歌女（第20集） |
| 余應彤 |                                    | 山賊（第20－21集） |
| 施焯日 |                                    | 山賊（第20－21集） |
| 吳天佑 |                                    | 留洋歌手（第22集） |
| 譚焯升 |                                    | 留洋歌手（第22集） |
| 馬俊傑 |                                    | 殺手（第22集） |
| 锺凱琪 |                                    | 恶霸 多年前打伤榮婉娟（第22集）                                                                                        |
| 余富根 |                                    | 士兵 於第25集被榮婉娟用箭射死（第24－25集）                                                                            |
| 馮子亮 |                                    | 士兵 於第25集被榮婉娟用箭射死（第24－25集）                                                                            |
| 李梓謙 |                                    | 士兵 於第25集被榮婉娟用箭射死（第24－25集）                                                                            |
| 羅永健 |                                    | 士兵 於第25集被榮婉娟用箭射死（第24－25集）                                                                            |
| 譚傲峰 | 小菜子                             | |

## 獎項
| 年份 | 頒獎典禮             | 獎項名稱                  | 入圍者                                 | 結果     |
| 2022 | AEG 娛樂人氣王2022   | 最佳CP組合                | 周嘉洛、陳瀅                           | 獲獎     |
| 2023 | 萬千星輝頒獎典禮2022 | 最佳劇集                  | 《痞子殿下》                           | 最後五強 |
| 2023 | 萬千星輝頒獎典禮2022 | 最佳男主角                | 周嘉洛                                 | 最後五強 |
| 2023 | 萬千星輝頒獎典禮2022 | 最佳男主角                | 朱敏瀚                                 | 提名     |
| 2023 | 萬千星輝頒獎典禮2022 | 最佳女主角                | 陳瀅                                   | 最後五強 |
| 2023 | 萬千星輝頒獎典禮2022 | 最佳女主角                | JW王灝兒                               | 提名     |
| 2023 | 萬千星輝頒獎典禮2022 | 最受歡迎電視男角色        | 紀威（周嘉洛 飾）                      | 獲獎     |
| 2023 | 萬千星輝頒獎典禮2022 | 最受歡迎電視男角色        | 裘千刀／千尋（朱敏瀚 飾）              | 最後五強 |
| 2023 | 萬千星輝頒獎典禮2022 | 最受歡迎電視男角色        | 范壯龍（張頴康 飾）                    | 提名     |
| 2023 | 萬千星輝頒獎典禮2022 | 最受歡迎電視女角色        | 納克溫柔（陳瀅 飾）                    | 最後十強 |
| 2023 | 萬千星輝頒獎典禮2022 | 最受歡迎電視女角色        | 霍小妹（JW王灝兒 飾）                  | 提名     |
| 2023 | 萬千星輝頒獎典禮2022 | 最受歡迎電視女角色        | 無雙（麥美恩 飾）                      | 提名     |
| 2023 | 萬千星輝頒獎典禮2022 | 最受歡迎電視女角色        | 榮婉娟（陳嘉佳 飾）                    | 提名     |
| 2023 | 萬千星輝頒獎典禮2022 | 最佳男配角                | 張頴康                                 | 最後五強 |
| 2023 | 萬千星輝頒獎典禮2022 | 最佳女配角                | 麥美恩                                 | 提名     |
| 2023 | 萬千星輝頒獎典禮2022 | 最佳女配角                | 陳嘉佳                                 | 提名     |
| 2023 | 萬千星輝頒獎典禮2022 | 飛躍進步男藝員            | 程浩駿                                 | 提名     |
| 2023 | 萬千星輝頒獎典禮2022 | 飛躍進步男藝員            | 蔡國威                                 | 提名     |
| 2023 | 萬千星輝頒獎典禮2022 | 飛躍進步男藝員            | 關曜儁                                 | 最後十強 |
| 2023 | 萬千星輝頒獎典禮2022 | 飛躍進步男藝員            | 黃建東                                 | 最後五強 |
| 2023 | 萬千星輝頒獎典禮2022 | 飛躍進步女藝員            | 黃婧靈                                 | 提名     |
| 2023 | 萬千星輝頒獎典禮2022 | 飛躍進步女藝員            | JW王灝兒                               | 最後十強 |
| 2023 | 萬千星輝頒獎典禮2022 | 最受歡迎電視歌曲          | 我就是主角（主唱：周嘉洛）             | 提名     |
| 2023 | 萬千星輝頒獎典禮2022 | 最受歡迎電視歌曲          | 花不起溫暖（主唱：JW王灝兒）           | 提名     |
| 2023 | 萬千星輝頒獎典禮2022 | 最受歡迎電視拍檔          | 周嘉洛、陳瀅、JW王灝兒、朱敏瀚、張頴康 | 獲獎     |
| 2023 | 萬千星輝頒獎典禮2022 | 馬來西亞最喜愛TVB電視劇集 | 《痞子殿下》                           | 提名     |
| 2023 | 萬千星輝頒獎典禮2022 | 馬來西亞最喜愛TVB男主角   | 周嘉洛                                 | 最後十強 |
| 2023 | 萬千星輝頒獎典禮2022 | 馬來西亞最喜愛TVB男主角   | 朱敏瀚                                 | 提名     |
| 2023 | 萬千星輝頒獎典禮2022 | 馬來西亞最喜愛TVB女主角   | 陳瀅                                   | 提名     |
| 2023 | 萬千星輝頒獎典禮2022 | 馬來西亞最喜愛TVB女主角   | JW王灝兒                               | 提名     |

## 每集列表
每集標題皆以香港經典電影或電視劇命名。
| 集數 | 首播日期 | 標題           |
| 01   | 8月1日   | 人海孤鴻       |
| 02   | 8月2日   | 忘不了         |
| 03   | 8月3日   | 何必有我       |
| 04   | 8月4日   | 英雄本色       |
| 05   | 8月5日   | 最佳拍檔       |
| 06   | 8月8日   | 山水有相逢     |
| 07   | 8月9日   | 儂本多情       |
| 08   | 8月10日  | 打擂台         |
| 09   | 8月11日  | 萬水千山總是情 |
| 10   | 8月12日  | 夢中人         |
| 11   | 8月15日  | 撞到正         |
| 12   | 8月16日  | 真情           |
| 13   | 8月17日  | 天若有情       |
| 14   | 8月18日  | 天降奇緣       |
| 15   | 8月19日  | 風雲           |
| 16   | 8月22日  | 真命天子       |
| 17   | 8月23日  | 十號風波       |
| 18   | 8月24日  | 義不容情       |
| 19   | 8月25日  | 空山靈雨       |
| 20   | 8月26日  | 雙面伊人       |
| 21   | 8月29日  | 踩過界         |
| 22   | 8月30日  | 人在邊緣       |
| 23   | 8月31日  | 龍的心         |
| 24   | 9月1日   | 十萬火急       |
| 25   | 9月2日   | 英雄外傳       |

## 播出時間
| 頻道/影音      | 所在地   | 播出日期                   | 播出時間                           |
| -------------- | -------- | -------------------------- | ---------------------------------- |
| 無綫電視翡翠台 | 香港     | 2022年8月1日－2022年9月2日 | 星期一至五 20:30-21:30（包含廣告） |
| Astro AOD      | 马来西亚 | 2022年8月1日－2022年9月2日 | 星期一至五 20:30-21:30（包含廣告） |
| KKTV           | 臺灣     | 2022年8月1日－2022年9月2日 | 星期一至五23:00更新                |
| MyVideo        | 臺灣     | 2022年8月2日－2022年9月3日 | 星期二至六15:00更新                |

## 歌曲
| 主唱   | 歌曲                 | 作曲   | 填詞 | 編曲   | 監製           |
| 周嘉洛 | 我就是主角（主題曲） | 徐洛鏘 | 楊熙 | 徐洛鏘 | 劉易昇、徐洛鏘 |
| 王灝兒 | 花不起溫暖（插曲）   | 徐洛鏘 | 楊熙 | 黃兆銘 | 劉易昇         |

## See Saw 先 影片
| 年份   | 視頻標題                                                   | 參與視頻 | 視頻發佈日期 |
| 2022年 | YouTube上的首振鎮天團出道即不和! MV內幕流出!               | 周嘉洛、陳瀅、朱敏瀚、JW王灝兒、張穎康 | 7月25日      |
| 2022年 | YouTube上的首振鎮紅地毯現場！邊個最搶Fo？！                | 周嘉洛、陳瀅、朱敏瀚、JW王灝兒、張穎康、韋家雄、李君妍、麥美恩、黃婧靈 、陳欣茵、李芷晴、陳詩欣、呂靜文、梁雯蔚                                                                    | 8月5日       |
| 2022年 | YouTube上的《痞子殿下》飛鏢賽 邊個最難頂？竟然係佢？！     | 陳耀全（監製）周嘉洛、陳瀅、朱敏瀚、JW王灝兒、張穎康、韋家雄、李君妍、麥美恩、黃婧靈 、陳欣茵、李芷晴、陳詩欣、呂靜文、梁雯蔚                                                      | 8月11日      |
| 2022年 | YouTube上的《痞子殿下》女團出道！《真真假假》Official MV！ | 黃婧靈、陳欣茵、李芷晴、陳詩欣、呂靜文、梁雯蔚 | 8月19日      |
| 2022年 | YouTube上的《痞子殿下》NG合輯 PT1                          | 周嘉洛、陳瀅、朱敏瀚、JW王灝兒、張穎康、吳岱融、曹永廉、小寶、馬海倫、楊證樺、董敬文、唐嘉麟、張本立、鬼塚、戴耀明、韋家雄、陳詩欣、麥美恩、葉凱恩、何泳芍、羅毓儀、尹詩沛、趙璧渝 | 8月25日      |

## 記事
- 2021年5月2日：此劇首日拍攝。
- 2021年5月27日：此劇於13:00在將軍澳電視廣播城舉行拜神儀式。
- 2021年9月8日：此劇拍攝完畢。
- 2022年7月26日：此劇於13:00在將軍澳創新園駿才街77號電視廣播城廣播大樓及綜藝大樓中間天幕通道舉行「Welcome to首振鎮」宣傳活動。[8]
- 2022年8月1日：此劇於12:30在鑽石山龍蟠街3號荷里活廣場一樓明星廣場舉行「首振鎮•Let’s Party!」宣傳活動。[9]
- 2022年8月14日：此劇於13:00在將軍澳創新園駿才街77號電視廣播城四廠舉行「夢一場花魁大賽」宣傳活動。[10]
- 2022年8月22日：此劇於14:00在將軍澳創新園駿才街77號電視廣播城十六廠舉行「記憶大考驗」宣傳活動。[11]
- 2022年8月29日：此劇於12:30在觀塘協和街33號裕民坊L1中庭舉行「友達以上 戀人未滿」宣傳活動。[12]

## 軼事
- 此劇雖為古裝劇，卻有大量現代元素，是監製陳耀全繼《師父·明白了》後再次以杜撰架空年代為背景的古裝劇。[13][14]
- 由於祝文君已於2022年2月28日離世，此劇是她在TVB 30年的最後一部作品及遺作。[15][16]
- 此劇「紀威」一角原定由王祖藍飾演，因個人問題而辭演，後改由周嘉洛飾演。[4]
- 此劇是陳念君、陳嘉佳[17]、趙樂賢、張名雅及潘梓鋒在無綫電視的告別作。
- 此劇最初只籌備一集，後因收視錄得22.8點。現時正在籌備第二集，預計2023年3月開拍。

## 收視率
| 集數   | 日期                  | 电视直播收視率 | 跨平台直播最高收視率 | 備註   |
| 1至5   | 2022年8月1日-8月5日   | 18.8點         | 21.8點               | [ 18 ] |
| 6至10  | 2022年8月8日-8月12日  | 57.5點         | 21.4點               | [ 19 ] |
| 11至15 | 2022年8月15日-8月19日 | 57.5點         | 20.3點               | [ 20 ] |
| 16至20 | 2022年8月22日-8月26日 | 57.5點         | 22.1點               | [ 21 ] |
| 21至25 | 2022年8月29日-9月2日  | 19.7點         | 22.8點               | [ 22 ] |
| 全劇   | 全劇                  | 19.2點         | 22.8點               |        |

## 外部連結
- 北美TVB網上串流平台 免費點播《痞子殿下》- https://tvbanywherena.com/cantonese/series/2481-YourHighness

- 便利店、卡拉OK、的士乜都有？！最現代的古裝劇《痞子殿下》 - TVB Weekly （页面存档备份，存于）
- 摩登．瘋狂．好玩《痞子殿下》皇子落難記 - TVB Weekly （页面存档备份，存于）
- 豆瓣电影上《痞子殿下》的資料 （简体中文）

## 電視節目的變遷
| 香港 無綫電視翡翠台 星期一至五 20:30-21:30 | 香港 無綫電視翡翠台 星期一至五 20:30-21:30 | 香港 無綫電視翡翠台 星期一至五 20:30-21:30 |
| ------------------------------------------ | ------------------------------------------ | ------------------------------------------ |
|                                            | 痞子殿下 （2022年8月1日－2022年9月2日）    |                                            |
| 回歸光影頌 （2022年7月4日－2022年7月29日） | 夢華錄 （2022年9月5日－2022年10月14日）    |                                            |

| 马来西亚 Astro AOD、翡翠台 星期一至五 20:30－21:30 | 马来西亚 Astro AOD、翡翠台 星期一至五 20:30－21:30 | 马来西亚 Astro AOD、翡翠台 星期一至五 20:30－21:30 |
| -------------------------------------------------- | -------------------------------------------------- | -------------------------------------------------- |
|                                                    | 痞子殿下 （2022年8月1日－2022年9月2日）            |                                                    |
| 回歸光影頌 （2022年7月4日－2022年7月29日）         | 浮世雙嬌傳 （2022年9月5日－2022年10月14日）        |                                                    |

| 美国 TVB1 星期一至五 黃金劇場 東岸時間 20:00－21:00 | 美国 TVB1 星期一至五 黃金劇場 東岸時間 20:00－21:00 | 美国 TVB1 星期一至五 黃金劇場 東岸時間 20:00－21:00 |
| --------------------------------------------------- | --------------------------------------------------- | --------------------------------------------------- |
|                                                     | 痞子殿下 （2022年8月1日－2022年9月2日）             |                                                     |
| 回歸光影頌 （2022年7月4日－2022年7月29日）          | 解決師 （2022年9月5日－2022年10月14日）             |                                                     |

| 新加坡 翡翠台 星期一至五 20:30－21:30      | 新加坡 翡翠台 星期一至五 20:30－21:30   | 新加坡 翡翠台 星期一至五 20:30－21:30 |
| ------------------------------------------ | --------------------------------------- | ------------------------------------- |
|                                            | 痞子殿下 （2022年8月1日－2022年9月2日） |                                       |
| 回歸光影頌 （2022年7月4日－2022年7月29日） | 夢華錄 （2022年9月5日－2022年10月14日） |                                       |

| 翡翠台香港時區 星期一至五 20:30－21:30     | 翡翠台香港時區 星期一至五 20:30－21:30    | 翡翠台香港時區 星期一至五 20:30－21:30 |
| ------------------------------------------ | ----------------------------------------- | -------------------------------------- |
|                                            | 痞子殿下 （2022年8月1日－2022年9月2日）   |                                        |
| 回歸光影頌 （2022年7月4日－2022年7月29日） | 公公出宮 （2022年9月5日－2022年10月21日） |                                        |

| 加拿大 新時代電視2高清台 西岸時間／溫哥華 星期一至五 16:30－17:30 | 加拿大 新時代電視2高清台 西岸時間／溫哥華 星期一至五 16:30－17:30 | 加拿大 新時代電視2高清台 西岸時間／溫哥華 星期一至五 16:30－17:30 |
| ----------------------------------------------------------------- | ----------------------------------------------------------------- | ----------------------------------------------------------------- |
|                                                                   | 痞子殿下 （2022年8月1日－2022年9月2日）                           |                                                                   |
| 回歸光影頌 （2022年7月4日－2022年7月29日）                        | 贅婿 第一季 （2022年9月5日－2022年10月14日）                      |                                                                   |
| 東岸時間／多倫多 星期一至五 19:30－20:30                          |                                                                   |                                                                   |
| 回歸光影頌 （2022年7月4日－2022年7月29日）                        | 痞子殿下 （2022年8月1日－2022年9月2日）                           | 贅婿 第一季 （2022年9月5日－2022年10月14日）                      |

| 澳洲 翡翠台 星期二至六 20:30－21:30        | 澳洲 翡翠台 星期二至六 20:30－21:30          | 澳洲 翡翠台 星期二至六 20:30－21:30 |
| ------------------------------------------ | -------------------------------------------- | ----------------------------------- |
|                                            | 痞子殿下 （2022年8月2日－2022年9月3日）      |                                     |
| 回歸光影頌 （2022年7月5日－2022年7月30日） | 贅婿 第一季 （2022年9月6日－2022年10月15日） |                                     |

| 新加坡 HUB娛家戲劇台 星期一至五 19:00－20:00 | 新加坡 HUB娛家戲劇台 星期一至五 19:00－20:00 | 新加坡 HUB娛家戲劇台 星期一至五 19:00－20:00 |
| -------------------------------------------- | -------------------------------------------- | -------------------------------------------- |
|                                              | 痞子殿下 （2022年12月26日－2023年1月27日）   |                                              |
| 回歸 （2022年12月5日－2022年12月23日）       | 浮世雙嬌傳 （2023年1月30日－2023年3月24日）  |                                              |

| 新加坡 e樂 星期一至五 20:00 - 20:50         | 新加坡 e樂 星期一至五 20:00 - 20:50       | 新加坡 e樂 星期一至五 20:00 - 20:50 |
| ------------------------------------------- | ----------------------------------------- | ----------------------------------- |
|                                             | 痞子殿下 （2023年5月29日－2023年6月30日） |                                     |
| 白色強人II （2023年4月17日－2023年5月26日） | 隐形战队 （2023年7月3日－2023年8月11日）  |                                     |

| 马来西亚 八度空间 周末TVB 星期六和日 19:00 - 20:00 | 马来西亚 八度空间 周末TVB 星期六和日 19:00 - 20:00 | 马来西亚 八度空间 周末TVB 星期六和日 19:00 - 20:00 |
| -------------------------------------------------- | -------------------------------------------------- | -------------------------------------------------- |
|                                                    | 痞子殿下 (2023年7月29日—2023年10月21日）           |                                                    |
| 大步走 (2023年4月30日—2023年7月23日)               | 超能使者 (2023年10月22日—2024年1月14日)            |                                                    |